# Harrods
Harrods là một cửa hàng bách hóa tổng hợp nổi tiếng của thủ đô Luân Đôn, nước Anh. Tòa nhà hiện nằm trên đường Brompton ở quận Hoàng gia Kensington và Chelsea ở phía tây Luân Đôn. Chiếm một diện tích 5 mẫu Anh (2 ha) và có 330 phòng ban chiếm 1,1 triệu foot vuông (100.000 mét vuông) diện tích bán lẻ, đây là một trong những cửa hàng bách hóa lớn nhất và nổi tiếng nhất ở châu Âu.
Với phương châm Omnia Omnibus Ubique, trong tiếng Latinh mang ý nghĩa "tất cả mọi thứ cho mọi người, ở mọi nơi". Harrods được coi là một trong những địa điểm đắt đỏ nhất ở Luân Đôn, mặc dù cửa hàng vẫn đứng thứ ba trong danh sách điểm tham quan nổi tiếng nhất ở Anh, sau Tòa nhà Quốc hội và Tháp Big Ben.

## Lịch sử

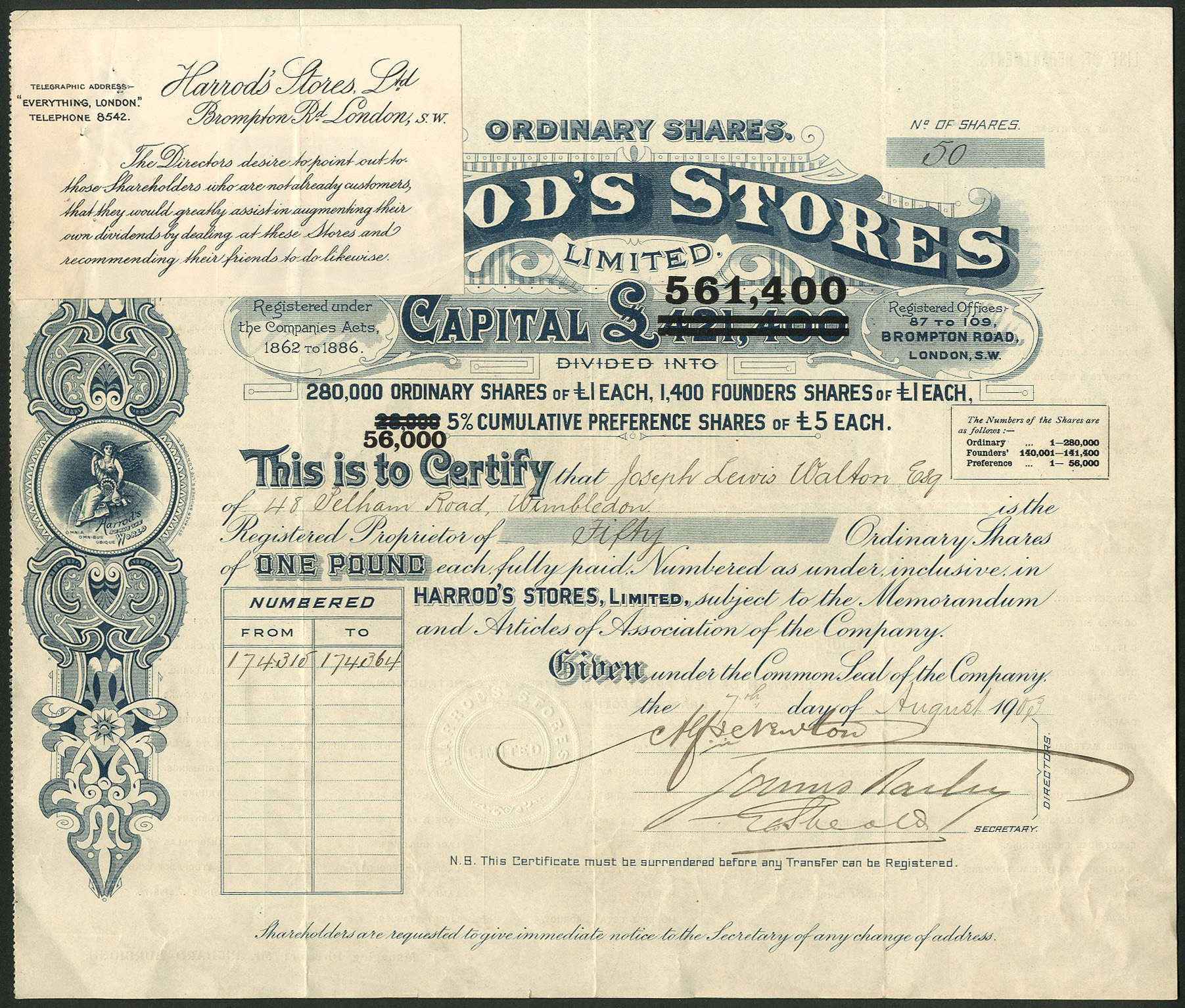
Cổ phiếu của Cửa hàng Harrod's, ngày 7 tháng 8 năm 1903

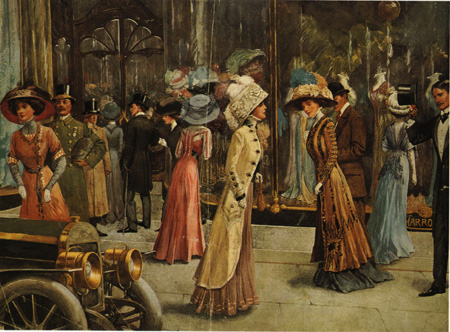
Tấm bảng thời trang năm 1909 cho thấy người dân Luân Đôn đi bộ trước Harrods

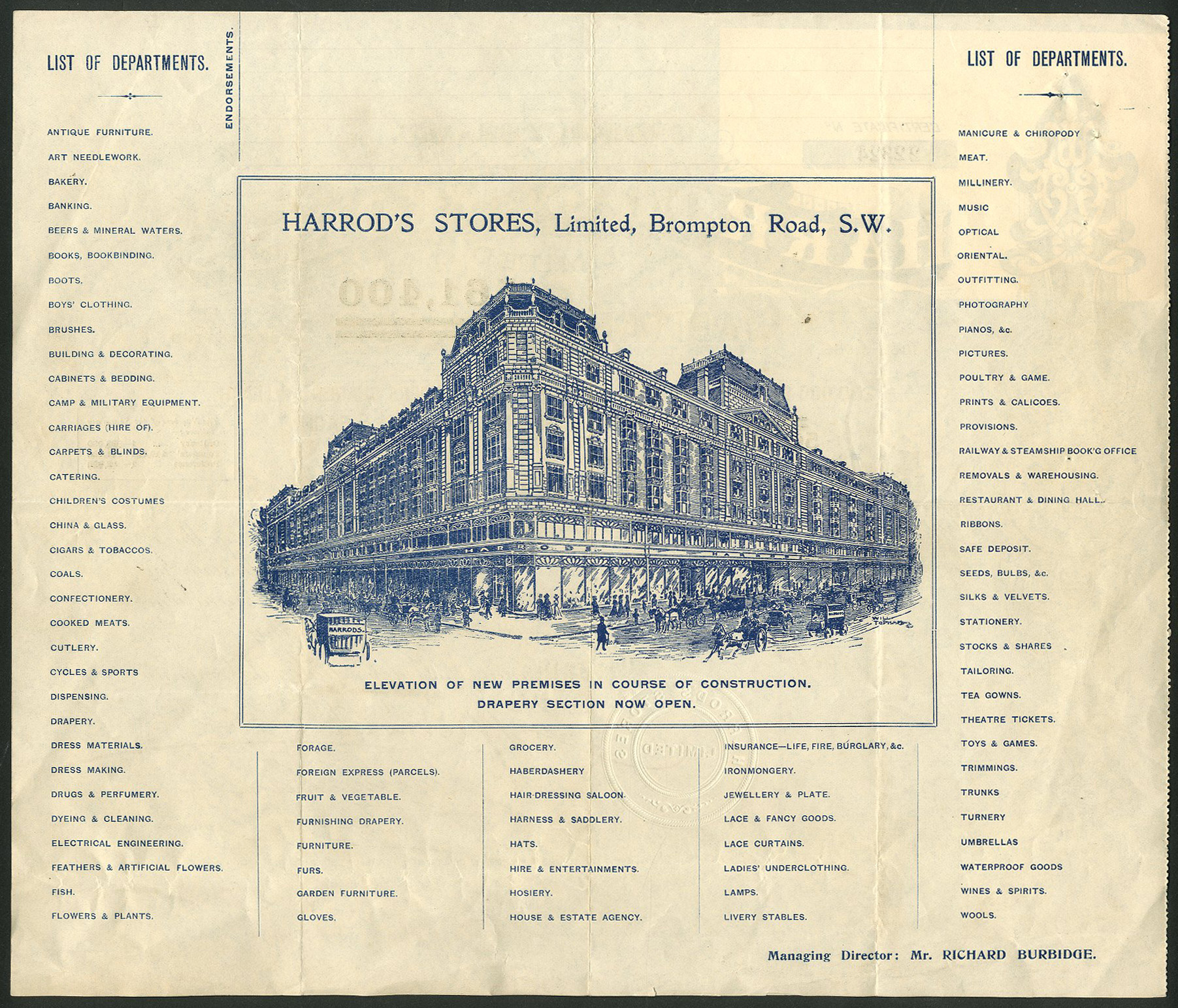
Mặt sau tờ cổ phiếu Harrods năm 1903

Vào năm 1824, Charles Henry Harrod đã thành lập một doanh nghiệp tại số 228 tại Phố Borough High ở Southwark ở tuổi 25. Ông điều hành doanh nghiệp này, được biết đến như một người bán vải, người làm thuê và cho đến ít nhất là năm 1831.
Trong năm 1825, doanh nghiệp đổi tên là 'Harrod và Wicking, Drapers, Retail', nhưng mối quan hệ đối tác này đã bị giải thể vào cuối năm đó. Công việc kinh doanh tại cửa hàng tạp hóa đầu tiên của Charles là 'Harrod & Co. Grocers' tại số 163 đường Upper Whitecross, ở Clerkenwell vào năm 1832.
Năm 1834, tại khu East End của Luân Đôn, Charles Harrods đã thành lập một cửa hàng tạp hóa bán buôn ở Stepney tại số 4 phố Cable, với sự quan tâm đặc biệt đến trà. Năm 1849, để thoát khỏi khu vực nội thành và tận dụng thương mại cho Triển lãm lớn năm 1851 ở Công viên Hyde gần đó, Harrod đã tiếp quản một cửa hàng nhỏ ở quận Brompton, trên địa điểm của cửa hàng hiện tại. Bắt đầu trong một phòng đơn có hai trợ lý và một cậu bé đưa tin, là Charles Digby Harrod (con trai của Harrods) và ông đã xây dựng doanh nghiệp thành một hoạt động bán lẻ thịnh vượng như bán thuốc, nước hoa, văn phòng phẩm, trái cây và rau quả. Harrods nhanh chóng mở rộng, mua lại các tòa nhà liền kề và thuê một trăm người vào năm 1881.
Tuy nhiên, vận may đang bùng nổ của cửa hàng đã bị đảo ngược vào đầu tháng 12 năm 1883, khi cửa hàng bị cháy rụi. Đáng chú ý, sau đó Charles Harrod đã thực hiện tất cả các cam kết của mình với khách hàng để thực hiện việc giao hàng vào Giáng sinh năm đó và kiếm được lợi nhuận kỷ lục trong quá trình này.
Trong một thời gian ngắn, một tòa nhà mới cho Harrods đã được xây dựng trên cùng một địa điểm và ngay sau đó Harrods đã lần đầu tiên mở rộng tín dụng cho các khách hàng tốt nhất của mình, trong đó gồm có Oscar Wilde, Lillie Langtry, Ellen Terry, Charlie Chaplin, Noël Coward, Gertrude Lawrence, Laurence Olivier và Vivien Leigh, Sigmund Freud, A. A. Milne, và nhiều thành viên của Hoàng thất Anh.

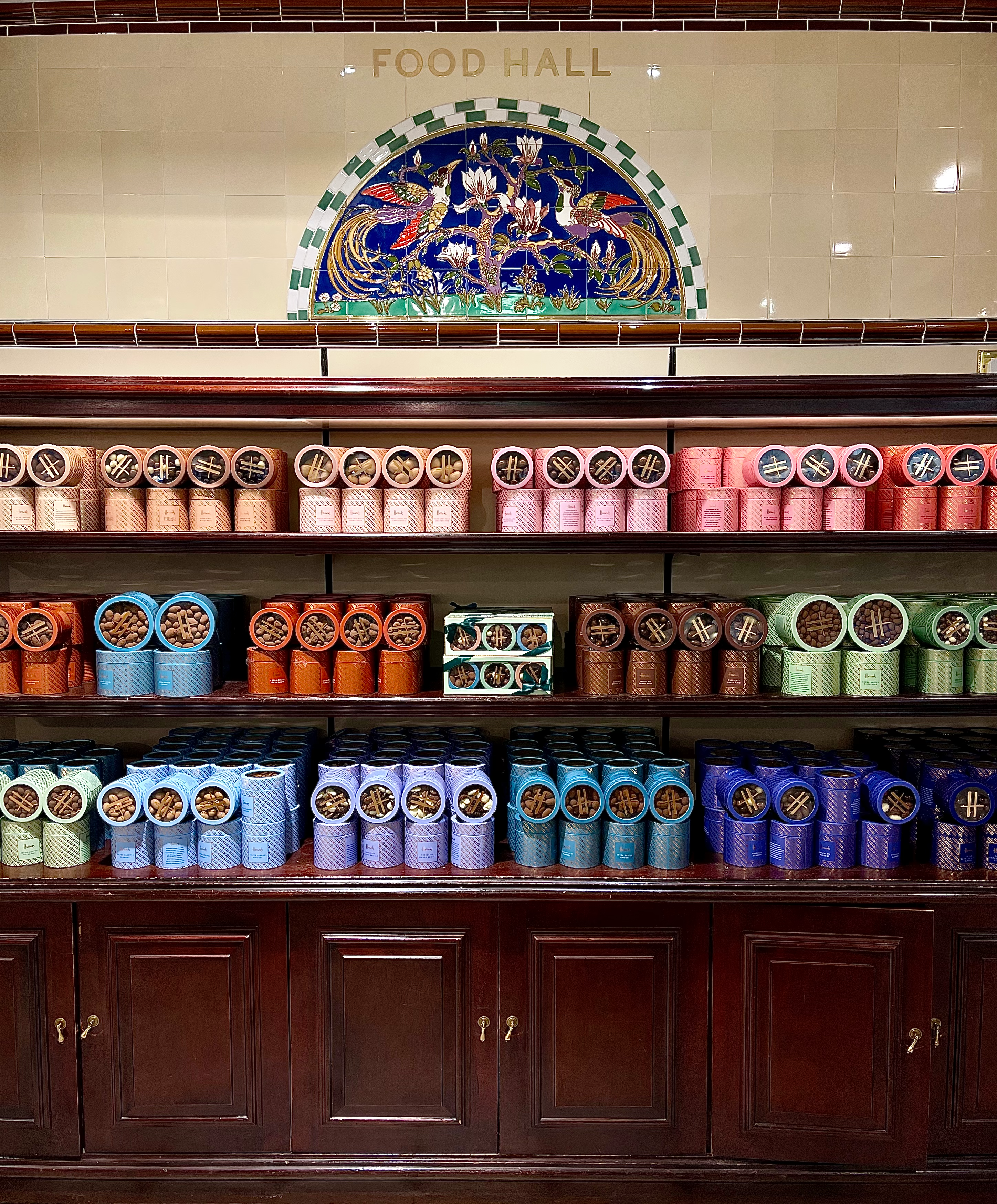

Một cuộc gặp gỡ tình cờ của Charles Harrod ở Luân Đôn với doanh nhân Edgar Cohen, cuối cùng đã dẫn đến việc ông bán cửa hàng với giá 120,000 bảng Anh thông qua việc tuyển nổi công ty Harrods cho thị trường chứng khoán vào năm 1889. Công ty mới được gọi là Harrod's Stores Limited.
Ngài Alfred James Newton trở thành chủ tịch và giám đốc điều hành là Richard Burbidge. Nhà tài chính William Mendel được bổ nhiệm vào hội đồng quản trị vào năm 1891 và ông đã gây quỹ cho nhiều kế hoạch mở rộng kinh doanh. Richard Burbidge đã thành công vào năm 1917 bởi con trai Woodman Burbidge và lần lượt bởi con trai của Richard vào năm 1935.
Vào ngày 16 tháng 11 năm 1898, Harrods đã ra mắt "cầu thang di động" (còn gọi là thang cuốn) đầu tiên của nước Anh trong các cửa hàng tại Đường Brompton; thiết bị này thực sự là một đơn vị giống như băng tải bằng da dệt với một lan can bằng gỗ gụ và tấm gương bạc.
Cửa hàng bách hóa Harrods được tập đoàn House of Fraser mua lại vào năm 1959, sau đó được anh em nhà Fayed mua lại vào năm 1985.
Năm 1994, Harrods bị chuyển ra khỏi Tập đoàn House of Fraser để trở thành một công ty tư nhân trước khi tập đoàn này tồn tại trên thị trường chứng khoán Luân Đôn.